# Momčilo Đujić
Momčilo Đujić (magyar átírással: Momcsilo Gyujics, szerb cirill írással: Момчило Ђујић; 1907. február 27. - 1999.) szerb csetnik vezér és egyben szerb ortodox pap is volt a második világháború idején. Kollaboránsként együttműködött az akkori fasiszta Olaszországgal és náci Németországgal. 1947-ben Jugoszlávia háborús bűnösként ítélte el a  távollétében és 1988-ban kérte a kiadatását, aminek az Egyesült Államok  nem tett eleget. A Momčilo Đujić által vezetett Dinara csetnik hadosztály számos háborús bűncselekményt követett el Észak-Dalmáciában és Nyugat-Boszniában.

## Élete
Momcilo Đujić, 1907-ben egy horvátországi szerb családban született, a Knin melletti Kovačićban. A knini gimnázium alsó, majd a šibeniki felső tagozatba járt, ugyanakkor nem érettségizett le, mivel a hetedik osztályból (1929) a karlócai szemináriumba került. 1933-ban szentelték pappá és azonnal helyet kapott a Kninhez közeli strmicai plébánián. 1935 óta a Knin környékén található csetnik-féle egyesületek kezdeményezője, szervezője és vezetője.

## Második világháború
A Független Horvát Állam kikiáltása után, Đujić egy csetnik csoporttal leszerelte a strmicai csendőrállomást. 1941 májusának végén, a letartóztatás elől Kistanjébe menekült, valamint 1943 szeptemberéig az olasz katonai hatósággal, majd a németekkel működött együtt.
1941 nyarán csetnik különítmény élére került, 1941 szeptemberétől a "Petar Mrkonjić" ezred parancsnoka, 1942 elején pedig részt vett a Dinara csetnik hadosztály megalapításában, melyet 1943-tól kizárólag ő vezetett. 
1942. február 15-én, a hadosztályparancsnokság nevében kiáltványt intézett a szerb lakossághoz, amelyben azt fegyveres felkelésre szólította fel az usztasa-rezsim és a Független Horvát Állam ellen. A Dinara hadosztály a partizánok elleni akciók sorozatában vett részt.
A nagyszerb ideológiától vezérelve, a Đujić parancsnoksága alatt lévő csetnikek brutális bűncselekményeket követtek el a horvát lakosság ellen. 1942 végén és 1943 elején Đujić és csetnikjei tömeggyilkosságokat követtek el Gata, Tugare, Cista, Gornji Dolac, Zvečanje, Dugopolje, Štikovo, Maovice, Otavice, Vinalić, Kijevo és Garjak falvakban.  A Knin melletti Kosovo faluban koncentrációs tábort is létrehoztak, melyet "Kis Jasenovacnak" hívtak ("szerb Jasenovacnak" vagy a knini vidék népe "második Jasenovacnak" is nevezte) és melyben az áldozatok többnyire szerb antifasiszták voltak.
Đujić kitalált egy, a pap hordójának nevezett kínzóeszközt is, mely egy acélkarikákkal körbefogott és minden oldalról hosszú szegekkel kitömött nagy hordó volt. A szerencsétlen foglyot ebbe belezárták, majd aztán azt a lejtőn legurították. A hordóba fúrt szegek éle persze belül állt, ily módon azok minden oldalról felsértették az emberi testet. A kínzások végére, mire a hordót ismét kinyitották jó néhány fogoly már elvérzett és belehalt a sérüléseibe. A kínzóeszköz egykoron a belgrádi Katonai Múzeumban volt kiállítva.
A németek nyomására Đujić alkalmanként kapcsolatot tartott és együttműködött a Független Horvát Állammal, pl. közös harcműveletekben vettek részt.
Viszonzásul, Đujić hadosztálya a német katonai erők pártfogását élvezte, valamint nekik köszönhetően Đujićnak sikerült bizonyos ellenőrzést fenntartania Knin szélesebb körzetében. 1944 nyarának végén mintegy 6500 csetniket irányított. Az említett helyzet rendkívül nyugtalanította a Független Horvát Állam hatóságait, valamint 1944. szeptember 18-án, Ante Pavelić az Adolf Hitlernél tett látogatása során, követelte, hogy a német erők hagyják abba a csetnikek támogatását és ha lehetséges, fegyverezzék le őket. Hitler erre nem adott határozott választ.

## Emigráció
1944 decemberében Ante Pavelić jóváhagyásával, Đujić a horvát tengerpart mentén és Isztrián keresztül átvezette a hadosztályát a mai Szlovéniába. Visszavonulásuk útját újból számos bűncselekmények, gyilkosságok, rablások és gyújtogatások kísérték. 1945 májusában az Isonzó környékén megadták magukat a nyugati szövetségeseknek. Đujić először az olaszországi Eboliban lévő menekülttáborba, majd később az Egyesült Államokba és Kanadába került.
Az emigrációban, a Ravna Gora nevű szervezetben tevékenykedett.
1989-ben, Đujić csetnik vajda címet adományozott a nála látogatóban lévő Vojislav Šešeljnek.
Ezután arra kérte meg Šeseljt, hogy „minden horvátot, albánt és más idegen elemet űzzön el a szent szerb földről”, valamint ő maga ígértet tett, hogy csak akkor tér haza az Egyesült Államokból, ha Šeseljnek sikerül „az utolsó zsidótól, albántól és horváttól is megtisztítani Szerbiát.” 1998-ban mégis visszavonta Šeseljnek adott címet azon oknál fogva, hogy Šeselj politikai együttműködésbe kezdett Slobodan Miloševićcsel.
Đujić, mint csetnik vajda, pénzügyileg támogatta az 1990-es évek elején Bosznia-Hercegovinában és Horvátországban harcoló csetnikeket, valamint bátorította is őket azzal, hogy különböző kitüntetéseket, proklamációkat és kinevezéseket küldözgetett szét.
Bár többször kérte, Jugoszláviának mégsem sikerült elérnie Momcilo Đujić kiadatását az Egyesült Államoktól (1991-ben ezt még az JSZK is követelte). Legalább 1500 ember megölésének vádjával Knin, Vrlika, Sinj, Šibenik és Otočac térségekben, 1999 májusában Horvátország is úgyszintén követelte a kiadatását.
Đujić 1999. szeptember 11-én halt meg San Diegóban, Kaliforniában.

## Emlékezete
A radikális Nagy-Szerbia nagyszerb ideológia hívei és tisztelői még mindig különösen nagyszerű csetnikként dicsőítik és az őt dicsőítő dalokat ma is éneklik.

## Fordítás
- Ez a szócikk részben vagy egészben  a   Momčilo Đujić című horvát Wikipédia-szócikk ezen változatának fordításán alapul.  Az eredeti cikk szerkesztőit annak laptörténete sorolja fel. Ez a jelzés csupán a megfogalmazás eredetét és a szerzői jogokat jelzi, nem szolgál a cikkben szereplő információk forrásmegjelöléseként.